# Rakitnica (rivière)
Pour les articles homonymes, voir Rakitnica.
La Rakitnica est une rivière de Bosnie-Herzégovine et un affluent droit du fleuve la Neretva.

## Géographie
Sa longueur totale est de 32 km.
La Rakitnica appartient au bassin versant de la mer Adriatique. Son propre bassin couvre une superficie de 207 km2.

## Course
Sur 23,5 km, la Rakitnica coule dans un canyon situé entre les monts Bjelašnica et Visočica.